# Sveriges Radios Grammofonarkiv

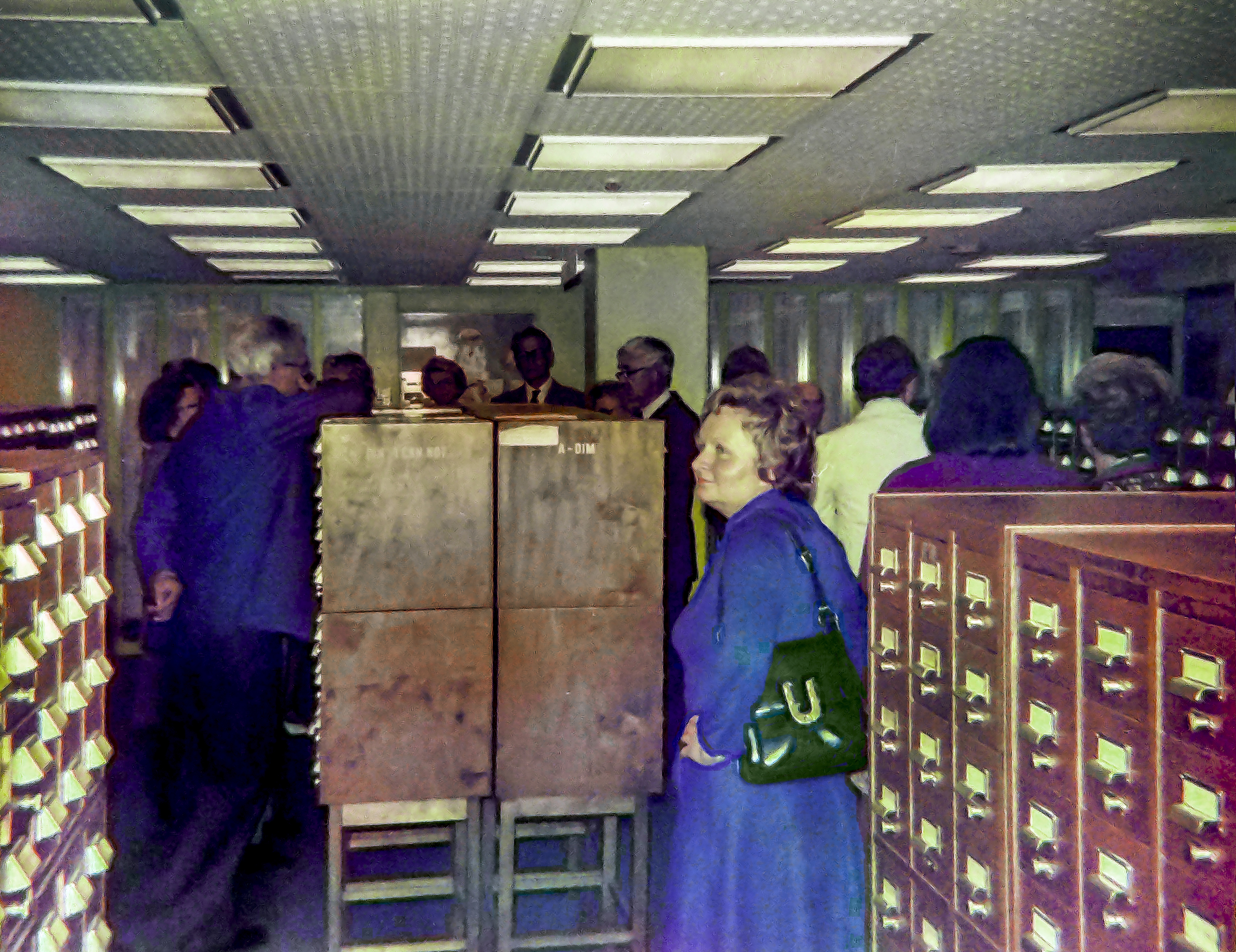
Del av grammofonarkivet 1975

Sveriges Radios Grammofonarkiv (tidigare även Riksradions grammofonarkiv), eller bara Grammofonarkivet, är en samling av omkring 1,5 miljoner (2018) fonogram, uppbyggd från år 1928.
Fram till 2013 var arkivets ambition att ta in "all svensk musik som släpptes officiellt". Efter 2013 köps ljudfiler in digitalt efter behov. Enligt Harriet Lundberg, ljudtekniker i arkivet, var Grammofonarkivet 2013 "en av världens största skivsamlingar". Efter BBC och Radio France är SR:s samling den 3:e största i Europa.

## Uppdrag
Arkivet ägs av Sveriges Radio (SR), och hade 2013, enligt vd Eva-Lotta Löwstedt Lundell i uppdrag att: "förse programmakarna med musik. Inte att skapa en allmängiltig musikskatt för den svenska befolkningen." Arkivsökningar kan göras internt av medarbetare på Sveriges Radio. Uppdraget att samla in allt som ges ut i Sverige, inkl musikinspelningar, hör till Kungliga Biblioteket som sedan 1661 lyder under Pliktexemplarslagen.

## Historia
1928 anställdes en person, fru Irma Vanner, på dåvarande Radiotjänst för att hantera och katalogisera de då 200 grammofonskivorna i samlingen. Första gången grammofonmusiken tablåsattes i svensk radio var den 5 november 1928 då radioprogrammet Grammofontimmen började sändas. Musiken var en blandning av marscher, operauvertyrer, schlagers och dansmusik, enligt principen "från det tyngre till det lättare". Man ställde en mikrofon framför tratten till en grammofon och sände på så vis ut ljudet i etern. 1931 köptes ett lackgraveringsverk med vilket man spelade in s k lackskivor, ett av de tidigaste sätten att lagra ljud. Inspelningarna kunde dock bara vara max 3 minuter långa, men SR använde dem ända fram till 1955. År 1936 inköptes en apparat kallad ståltrådsmaskinen som kunde spela in upp till 30 minuter långa program på en magnetisk ståltråd. På 1960-talet fördes inspelningarna över till magnetband för rullbandspelare. 1968 anordnades Operation Stenkaka, en riksomfattande kampanj i syfte att samla in 78-varvare från allmänheten. Man fick in 48 000 skivor. 1968 var också året då det populära önskeprogrammet Ring så spelar vi hade premiär. Den första datorbearbetningen av arkivet gjordes 1970.
När Grammofonarkivet var som störst, på 70- och 80-talet, jobbade runt 80 anställda där. Personalantalet halverades 2013 i samband med en övergång till i huvudsak digital hantering. Efter en omorganisation 2019 då SR återtog samlingarna och musikhanteringen från SRF (Sveriges Radio Förvaltning) består personalen av totalt 15 personer, varav 6 medarbetare är direkt anknutna till Grammofonarkivet (2025).

## Bestånd

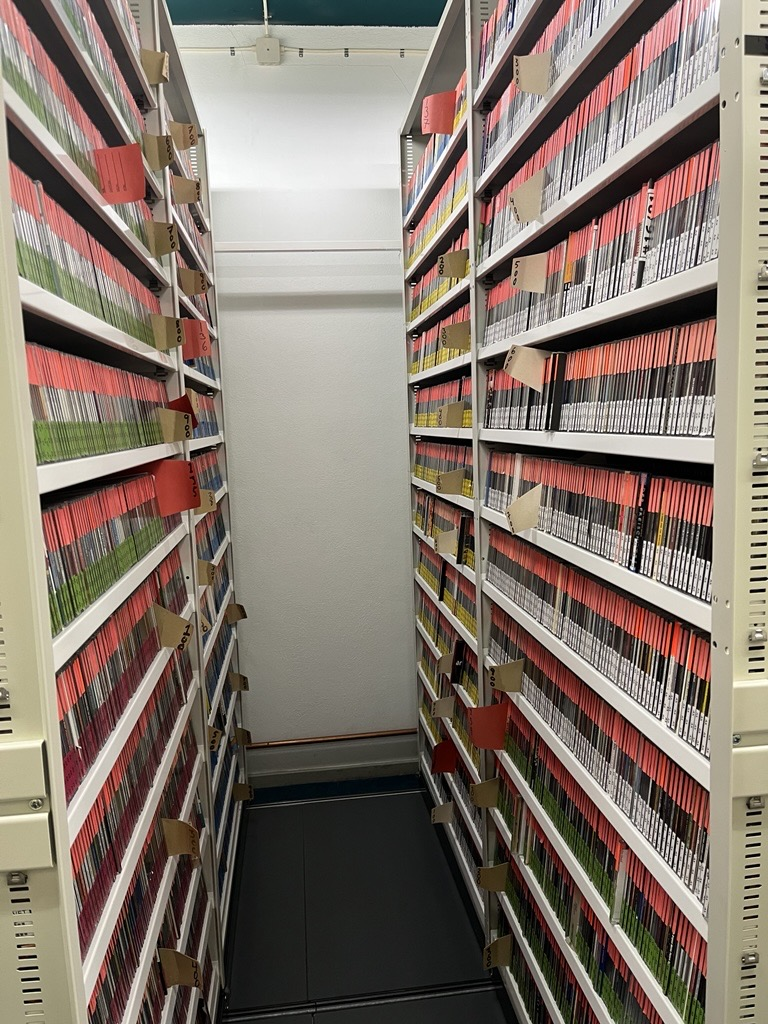
Några av de 243.000 CD-skivorna i Grammofonarkivet

Varje vecka kommer ungefär 400 nya poster in i det digitala grammofonarkivet via inköp, Musikportalen (för skivbolag och privatpersoner) och digitalisering av analoga ljudbärare ur de fysiska samlingarna (ca 3–5 spår i veckan). Den äldsta skivan som spelats in på svenska - I det låga ryttartorpet - utgavs 1892 och är gjord av zink.

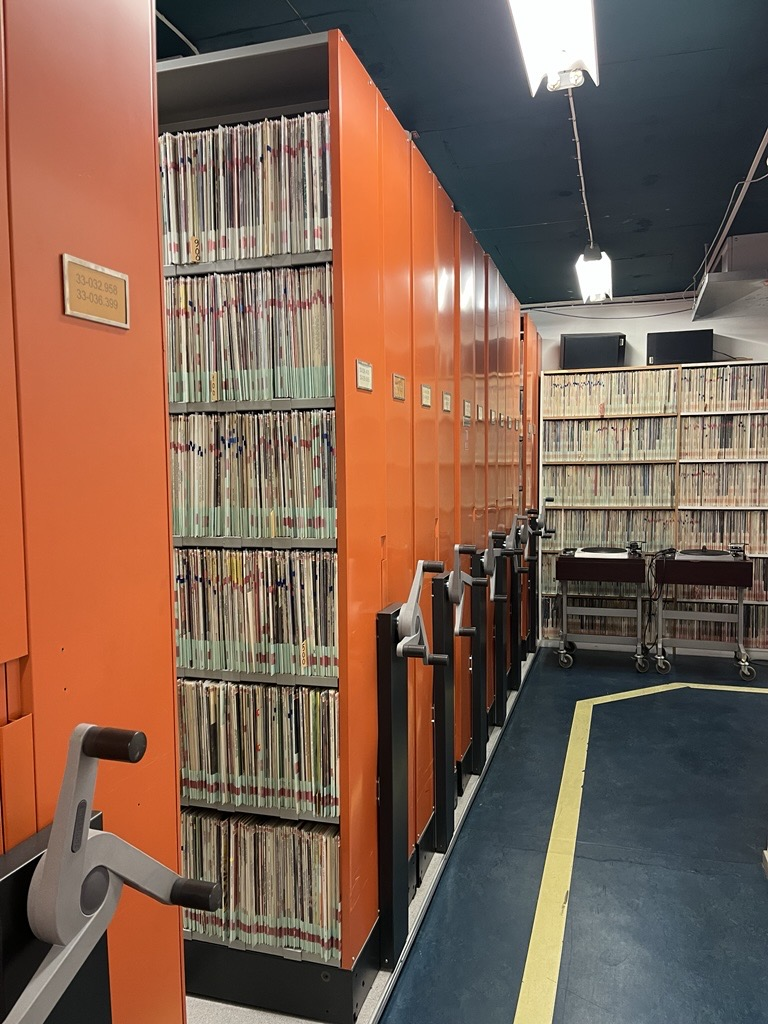
Kompakthyllor för LP-skivor

1987 bestod arkivet, enligt SOU 1987:51 Ljud och bild för eftervärlden av:
- 600 000 grammofonskivor
- 2 000 rullband
- 600 kassettband
- 1 500 fonografcylindrar
- 2 000 pianorullar

2013 bestod arkivet, enligt Björn Löfdahl, programdirektör på Sveriges Radio, av:
- 220 000 CD-skivor
- 145 000 LP-skivor
- 75 000 EP-skivor
- 65 000 78-varvare
- 2 000 vaxrullar

2021 bestod de fysiska samlingarna enligt Anna-Karin Larsson, områdeschef på Sveriges Radio, av:

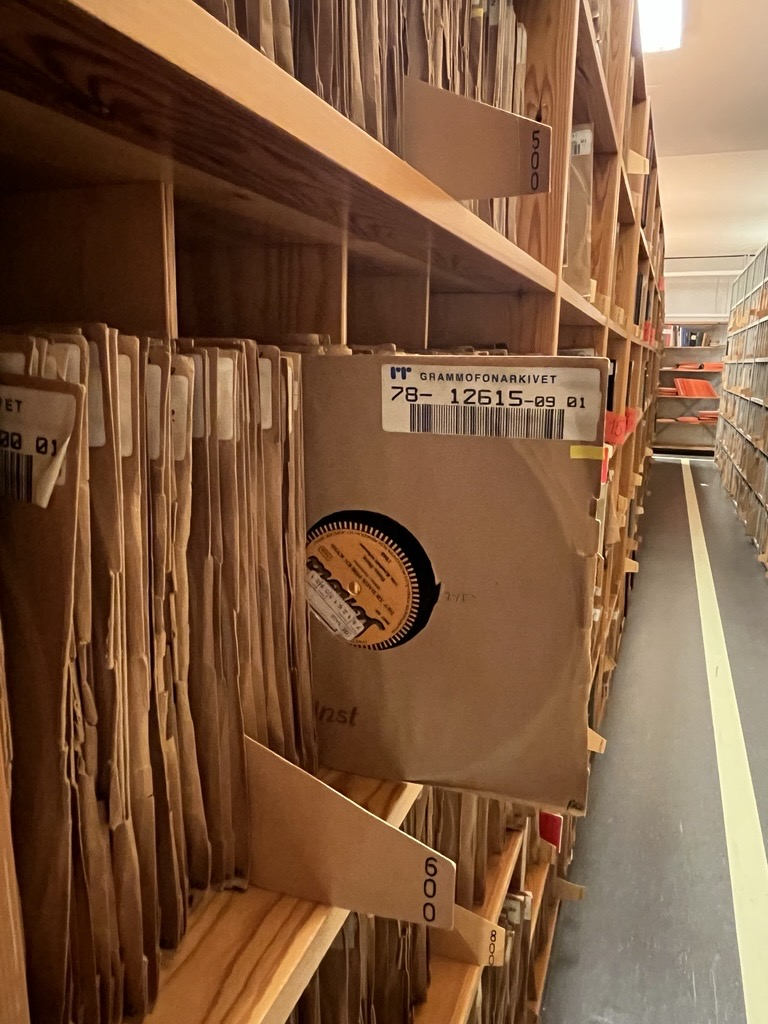
78.500 stenkakor (78-varvsskivor)

- 144 228 LP-skivor
- 243 000 CD-skivor
- 75 171 vinylsinglar
- 4 472 maxisinglar
- 82 500 78-varvare
- 1 582 fonografcylindrar
- 1 200 kassettband
- 2 000 pianorullar

## Övrigt
TV-serien Dom kallar oss artister - Ögonblicket (SVT, 2018) är inspelad i ett av LP-magasinen i Grammofonarkivet. Artister som Robyn, Oskar Linnros, Björn Skifs och First aid kit berättade om de skivor som en gång väckte deras musikintresse och om ögonblicket då musiken förändrade deras liv. 
Producenten, vinylentusiasten, DJ:n och P3-programledaren Mio Oliwa spelade i september 2024 in en video på Instagram-kontot Mionyl där hon visar Grammofonarkivets LP-samling. Videon har över 1 miljon visningar.

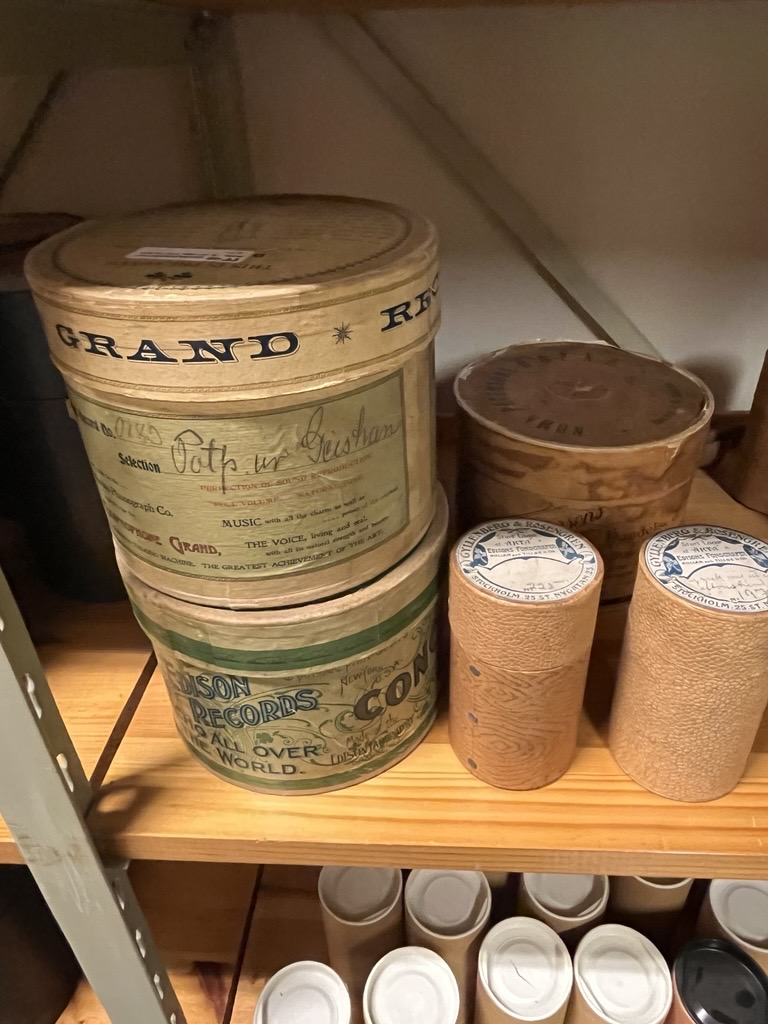
Fonografrullar av olika format

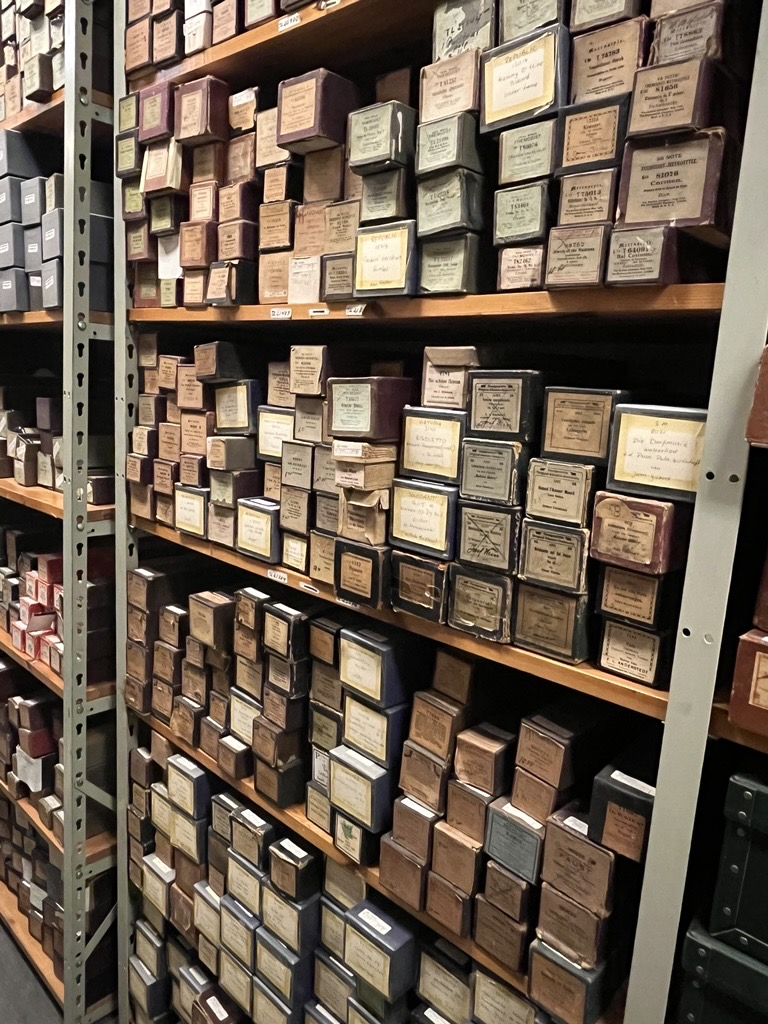
Pianorullar (till självspelande piano)